# Coupe d'Irlande de football 1883-1884
Navigation
Édition précédente Édition suivante
La coupe d'Irlande de football 1883-1884 est la quatrième édition de la Coupe d'Irlande de football (en anglais Irish Cup) devenue par la suite la Coupe d'Irlande du Nord de football. 
La compétition s'organise par matchs éliminatoires joués sur le terrain du premier club tiré au sort. Si les deux équipes ne peuvent se départager au terme du temps réglementaire, un match d'appui est joué. 
La compétition est remportée pour la première fois par le Distillery Football Club. Le club de Belfast remporte la finale contre Wellington Park sur le score de 5 buts à 0.

## Premiers tours
Les résultats sont inconnus.

## Demi-finales
| Club recevant            | Score | Club visiteur        | Date |
| ------------------------ | ----- | -------------------- | ---- |
| Distillery Football Club | 3-0   | Ulster Football Club |      |
| Wellington Park FC       | 4-2   | Moyola Park          |      |

## Finale
| Finale        | Distillery Football Club | 5-0 | Wellington Park FC | Ulster Cricket Ground |                     |
| 19 avril 1884 |                          |     |                    | Spectateurs : 2 000   | Spectateurs : 2 000 |